# آذرآوار

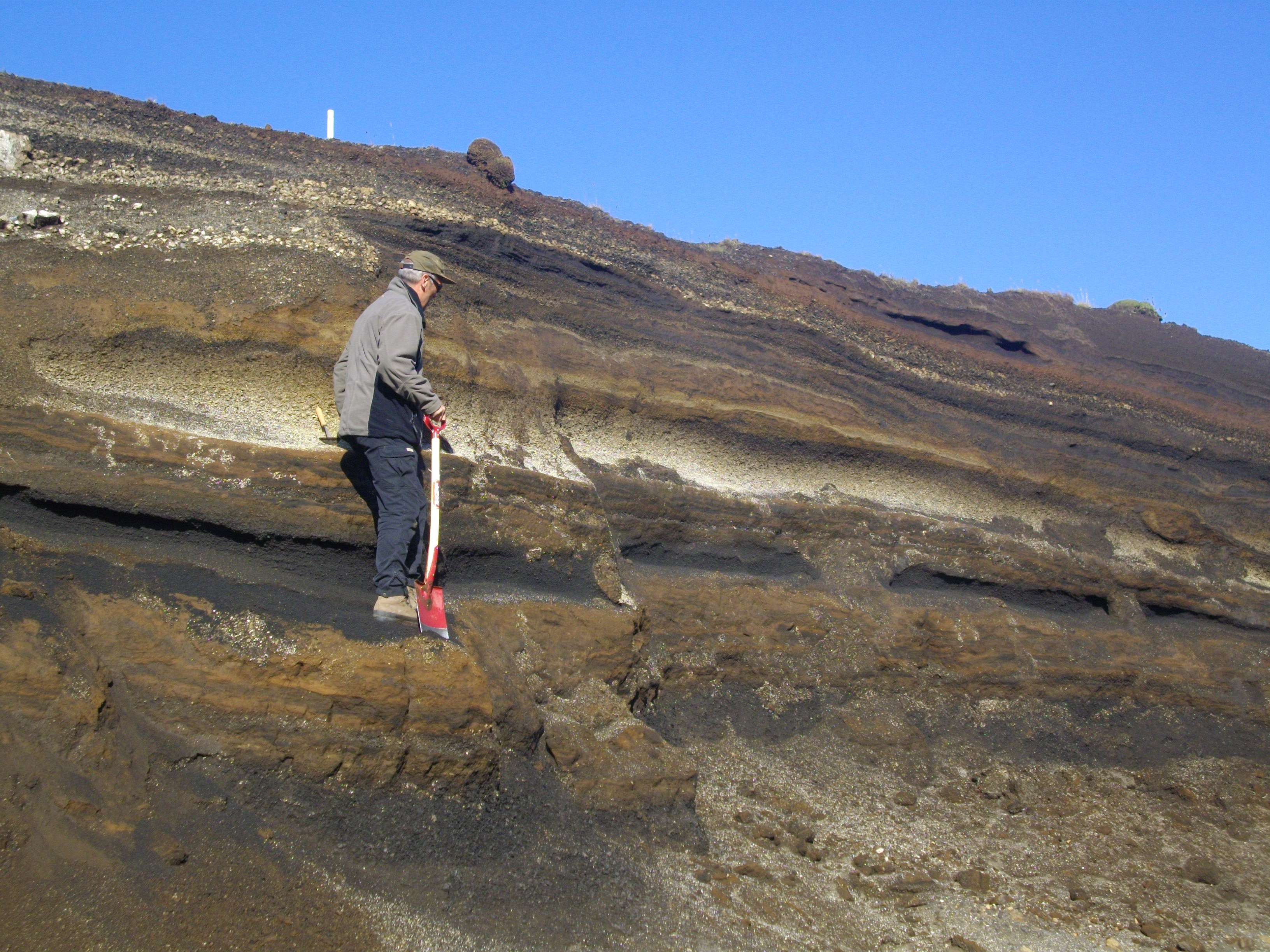
لایه‌های آذرآوار در جنوب مرکزی ایسلند. لایه ضخیم و روشن در مرکز عکس ریولیت آذرآواری است.

آذرآوار (pyroclast) یا تِفرا (انگلیسی: Tephra) به مواد قطعه‌قطعه‌ای گفته می‌شود که بر اثر فوران آتشفشان پدید آمده است، در این تعریف ترکیب، اندازه قطعات و سازوکار جایگزینی آنها اهمیتی ندارد.
آتشفشان‌شناسان قطعات موجود در هوا را آذرآوار نیز می‌نامند. هنگامی که مواد تخریبی پیروکلاستی به سطح زمین سقوط می‌کنند، به آذرآوار تبدیل می‌شوند، به جز آن دسته از پیروکلاست‌ها که حرارت کافی برای ترکیب با هم به صورت سنگ آذرآواری یا خاکستر آتشفشانی را داشته باشند.
هر دو واژه "تفرا" (tephra) و "آذرآوار" (pyroclast) از زبان یونانی باستان گرفته شده‌اند. تفرا (به یونانی: τέφρα) به معنای "خاکستر" است و واژه "پیروکلاست" از واژه‌های یونانی "πῦρ" به معنای "آتش" و "κλαστός" به معنای "خردشده" گرفته شده است.